# My Dying Brides medlemmer
Liste over death/doom metal-bandet My Dying Brides nuværende, tidligere og midlertidige medlemmer.

## My Dying Brides nuværende medlemmer
- Aaron Stainthorpe 
 Vokal
- Calvin Robertshaw 
 Guitar
- Andrew Craighan 
 Guitar
- Lena Abé 
 Bas
- Dan Mullins 
 Trommer
- Shaun Macgowan 
Keyboard

## My Dying Brides tidligere medlemmer
Adrian Jackson (1991-2007)
Adrian Jackson (født den 12. juni 1970) var den tidligere bassist i det britiske death/doom metal-band My Dying Bride. Jackson blev medlem af bandet i 1991, hvor han fik sit debut på ep'en Symphonaire Infernus et Spera Empyrium. I 2007 flyttede Jackson til USA og var derfor nødsaget til at forlade My Dying Bride.
Bill Law (1998-1999)
Bill Law er en britisk musiker bedst kendt for hans position som tidligere trommeslager i Dominion og My Dying Bride. Tiden omkring Dominions opløsning valgte Law at slutte sig til My Dying Bride som i 1998 udgav 34.788%...Complete. Dette var det eneste album han nåede at deltage på inden han forlod bandet igen.
Calvin Robertshaw (1990-1999)
Calvin Robertshaw var den originale guitarist i doom metal-bandet My Dying Bride sammen med Aaron Stainthorpe, Andrew Craighan og Rick Miah dannede han bandet i 1990. I 1999 forlod han bandet for at blive deres turnémanager og lod Hamish Glencross afløse ham.
Martin Powell (1991-1998)
Martin Powell (født 19. juli 1973 i Sheffield, Yorkshire) er en britisk musiker. I 1991 sluttede Powell sig til death/doom metal-bandet My Dying Bride som violinist og keyboardspiller.
Rick Miah (1990-1997)
Rick Miah (født i 1972 i England) er en britisk musiker og den originale trommeslager for doom metal-bandet My Dying Bride. Han forlod bandet i 1997, da han led af Crohns sygdom. Trods rygter[kilde mangler] døde han ikke kort tid efter turnéen i USA.[kilde mangler]
Sarah Stanton (2002-2008)
Sarah Stanton (født den 28. juni 1978) er en britisk musiker og tidligere keyboardspiller i doom metal bandet My Dying Bride, som hun sluttede sig til i 2003. Inden bassisten Lena Abé sluttede sig til bandet i 2007, var Sarah Stanton det yngste medlem i bandet. På grund af graviditet valgte hun i 2008 at forlade bandet.
Shaun Taylor-Steels (1998-2006)
Shaun Taylor-Steels (født den 22. august 1970) er en britisk trommeslager, og er bedst kendt for hans tidligere medlemskab i de pionerende death/doom metal-bands Anathema og My Dying Bride.

## My Dying Brides midlertidige musikere
Yasmin Ahmed (1999-2002)
Yasmin Ahmed er en britisk musiker, der var med i avant garde metal-bandet Ebonylake som keyboardspiller. Ahmed var også med til at indspille keyboardpassagerne på doom metal-bandet My Dying Brides album The Dreadful Hours. Kort tid efter sendte hun en e-mail til bandet, hvori der stod hun ikke lænngere kunne deltage, og ønskede dem held og lykke med fremtiden. Ligesiden er der ingen af dem der har set hende, eller ved hvor hun er.
John Bennett (2004-2007)
John Bennett er en britisk trommeslager og medstifter af det progressive doom metal-band The Prophecy. Udover sit nuværende band har Bennett også optrådt som midlertidig trommeslager for det britiske doom metal-band My Dying Bride i to år, mens Shaun Steels kom sig over sin skade.
Jonny Maudling (1999)

## Fodnoter
1. ↑  "BLABBERMOUTH.NET – MY DYING BRIDE Parts Ways With Bassist, Drummer; Replacements Announced". Arkiveret fra originalen 6. juni 2011. Hentet 25. maj 2009.
2. ↑  "My Dying Bride – News". Arkiveret fra originalen 26. september 2010. Hentet 25. maj 2009.
3. ↑  "AARON STAINTHORPE - MY DYING BRIDE". Heart of Steel. Hentet 2008-06-23.